# جورج پی. مک‌لین
جورج پی. مک‌لین (به انگلیسی: George P. McLean) سناتور سابق عضو حزب جمهوری‌خواه ایالات متحده آمریکا بود. وی در سال ۱۹۱۱ تا ۱۹۲۹ میلادی سناتور ایالت کنتیکت در سنای ایالات متحده آمریکا بود.